# Чоу-Бахр
Чоу-Бахр (амх. ጨው ባሕር), также Стефания или Стефани — пересыхающее солёное озеро в южной части Эфиопии, находится на границе между регионом Оромия и региона Народов и народностей юга. Когда озеро заполняется, оно простирается в северную часть Кении. Находится в центре заповедника дикой природы Стефани. Длина озера достигает 64 км.
Это озеро является самым южным и низким из ряда озёр, расположенных в северо-восточном продолжении Большой рифтовой долины. Водосборный бассейн озера отделён от бассейна озера Туркана.
Граф Самуэль Телеки был первым европейцем, который посетил озеро в 1888 году и назвал его в честь принцессы Стефании Бельгийской, жены кронпринца Рудольфа. В 1960 году озеро охватывало около 2000 км², но к концу XX века оно сократилось до болота.